# Robinson Quintero
Robinson Quintero Ossa (Caramanta, Colombia, 1959) es un poeta, ensayista e investigador literario colombiano. Es licenciado en Comunicación Social y Periodismo por la Universidad Externado de Colombia.
Ha dirigido talleres de creación y sensibilización poética para la Casa de Poesía Silva, la Alcaldía de Bogotá, la Alcaldía de Medellín y el Museo de Arte Moderno de Medellín; y para la Red de Bibliotecas de Comfenalco, también en Medellín. En 2003, coordinó la IX Escuela Internacional de Poesía, organizada por el Festival Internacional de Poesía de Medellín.
Elaboró la selección y el prólogo de la antología Malos modales (Ulrika Editores, 1996), del poeta venezolano Juan Calzadilla. Ha formado parte de los comités editoriales de las revistas de literatura Puesto de combate, Ulrika, El Aguijón y Luna de locos. En la actualidad escribe artículos para el Boletín cultural y bibliográfico del Banco de la República, revista virtual Otro Páramo, para las revistas españolas Palimpsesto y Sibila, y las revistas mexicanas Alforja y laotrarevista.com.
Sus poemas aparecen además en distintas antologías de poesía colombiana y latinoamericana.
En la actualidad dirige su carpa ambulante de juegos literarios La máquina de cantar. 

El periodista Jaime Darío Zapata comenta así su estilo: 
"A pesar de ser uno de los poetas más representativos de la nueva camada de poetas colombianos, Robinson Quintero Ossa (Caramanta, 1959), escritor antioqueño, es poco conocido más allá de los círculos literarios del país. Su poesía no es explosiva ni grandilocuente, sino que arropa una tradición más silenciosa y anclada en las imágenes claras y la pureza idiomática."

## Obras
Poesía:
- De viaje (Fundación Simón y Lola Guberek, 1994).
- Hay que cantar (Editorial Magisterio, 1998).
- La poesía es un viaje (Colección de Poesía Universidad Nacional de Colombia, 2004; segunda edición, Letra a Letra, 2019).
- El poeta es quien más tiene que hacer al levantarse (Catapulta Editores, 2008).
- Los días son dioses (antología, Colección Un libro por centavos, Universidad Externado de Colombia, 2013).
- El poeta da una vuelta a su casa (Premio Nacional de Poesía Eduardo Cote Lamus, 2016).
- Invitados del viento. Poesía reunida (Universidad de Antioquia, 2020).

Investigación literaria:
- Catálogo Centenario José Asunción Silva 1896-1996 (Banco de la República, 1996).
- Compilación de Colombia en la poesía colombiana: los poemas cuentan la historia (Letra a Letra, 2010).

Ensayo:
- “Un panorama de las tres últimas décadas” en Historia de la poesía colombiana (Casa de Poesía Silva, 2009), junto a Luis Germán Sierra.
- Libro de los enemigos (Premio de Ensayo Ciudad de Medellín 2012, Letra a Letra, 2013).
- El lector que releyó a Eugenio Montejo. Arte poética de la lectura (Letra a Letra, 2020).

Periodismo literario:
- 13 entrevistas a 13 poemas colombianos [y una conversación imaginaria] (Fundación Domingo Atrasado, 2008; 2a. ed. Letra a Letra, 2014).
- El país imaginado: 37 poetas responden (Letra a Letra, 2012).
- El primer libro del poeta: Los poemas de la ofensa. Conversación con Jaime Jaramillo Escobar (Fondo Editorial EAFIT, 2017).

Libro de lúdicas literarias:
- La máquina de cantar. Colección de juegos literarios del profesor Rubén Quirogas (El Aguijón Editores, 2015).